# Chaque jour est une fête
Pour plus de détails, voir Fiche technique et Distribution.
Chaque jour est une fête est un film franco-libano-allemand réalisé par Dima El-Horr, sorti en 2010.

## Synopsis
C'est le jour de la fête de l'indépendance du Liban : 3 femmes qui ne se connaissent pas prennent un même bus qui va les emmener à la prison située dans l'arrière-pays.

## Fiche technique
- Durée : 90 minutes
- Pays :  France,  Liban,  Allemagne
- Date de sortie : 27 janvier 2010 en France

## Distribution
- Hiam Abbass
- Raia Haidar
- Manal Khader
- Karim Saleh